# Gyractis
Gyractis is een geslacht van zeeanemonen uit de familie van de Actiniidae.

## Soorten
- Gyractis excavata Boveri, 1893
- Gyractis sesere (Haddon & Shackleton, 1893)
- Gyractis spenceri (Haddon & Duerden, 1896)
- Gyractis stimpsoni (Verrill, 1869)